# 朱鳴陽
朱鳴陽（1482年—？），字應周，號南岡，福建興化府莆田縣人，民籍，明朝政治人物，正德辛未進士，官至浙江右布政使。

## 生平
正德五年（1510年）庚午科福建鄉試第三十四名舉人，正德六年（1511年）聯捷辛未科二甲第五名進士。八月拜戶科給事中，十年九月升兵科右給事中，十一年十二月升吏科左給事中，十二年二月轉禮科都給事中，多有諫言。
明世宗即位，大禮議期間反對張璁，嘉靖二年（1523年）二月外放為浙江右參政，五年正月考察拾遗，六年九月都察院追论其大学士费宏之党，降二级，为雲南參議。張璁罷官後復職，起补广西右参政，十一年正月轉浙江右布政使，忤时相张孚敬党人汪鋐，七月致仕歸。著有《南冈集》六卷。

## 家族
曾祖朱榮；祖父朱崇□；父朱文興，號豫菴，封礼科给事中。母葉氏（1455年-1537年）。具庆下。兄朱桐。